# رافائل مارکس لوگو
رافائل مارکس لوگو (اسپانیایی: Rafael Márquez Lugo‎؛ زادهٔ ۲ نوامبر ۱۹۸۱) بازیکن فوتبال اهل مکزیک بود.
از باشگاه‌هایی که در آن بازی کرده‌است می‌توان به باشگاه فوتبال بارسلونا، باشگاه فوتبال گوادالاخارا، باشگاه فوتبال آمریکا، باشگاه فوتبال اونیورسیداد ناسیونال، باشگاه فوتبال آتلانتی، و باشگاه فوتبال پاچوکا اشاره کرد.
وی همچنین در تیم‌های ملی فوتبال زیر ۲۳ سال مکزیک و مکزیک بازی کرده‌است.
وی در مسابقات کشوری و بین‌المللی در مجموع برندهٔ ۱ مدال نقره شده‌است.